# Märtyrer von Uganda

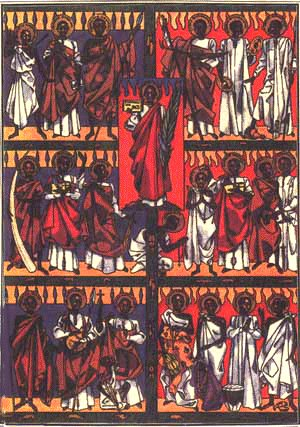
Der hl. Karl Lwanga (Mitte) und seine 21 Gefährten, Gemälde von Albert Wider aus dem Jahre 1962

Als hll. Märtyrer von Uganda werden in der römisch-katholischen Kirche eine Gruppe von 45 römisch-katholischen und anglikanischen Märtyrern verehrt. Sie waren Pagen des Königs von Buganda. Die 22 Katholiken unter ihnen waren von Missionsmitarbeitern des Charles Kardinal Lavigerie zum Katholizismus geführt worden. König Mwanga II. (1884–1903) verlangte von ihnen sexuelle Unterwerfung; als sie sich weigerten, wurden die jungen Männer gruppenweise an verschiedenen Terminen zwischen dem 15. November 1885 und dem 27. Januar 1887 durch Zerstückelung und Verbrennen getötet.

## Selig- und Heiligsprechung
Papst Benedikt XV. sprach die (katholischen) Märtyrer von Uganda am 6. Juni 1920 selig. Am 18. Oktober 1964, dem Sonntag der Weltmission, wurden sie in Rom von Papst Paul VI. heiliggesprochen.
Von keinem der in Namugongo hingerichteten Märtyrer blieben Reliquien erhalten, außer von Karl Lwanga. Dieser wurde nämlich vor allen anderen an einer besonderen Stelle hingerichtet, um diese noch zum Umdenken zu bewegen. Drei der zum Tode verurteilen Pagen wurden begnadigt; diese konnten Knochenreste Lwangas beiseite schaffen und in die Missionsstation bringen.
Der Gedenktag des hl. Karl Lwanga und seiner Gefährten ist der 3. Juni.
Die Basilika der Märtyrer von Uganda in Namugongo wurde von dem Schweizer Architekten Justus Dahinden entworfen und 1973 geweiht. Die Basilika der Märtyrer von Uganda in Munyonyo wurde 2016 fertiggestellt.

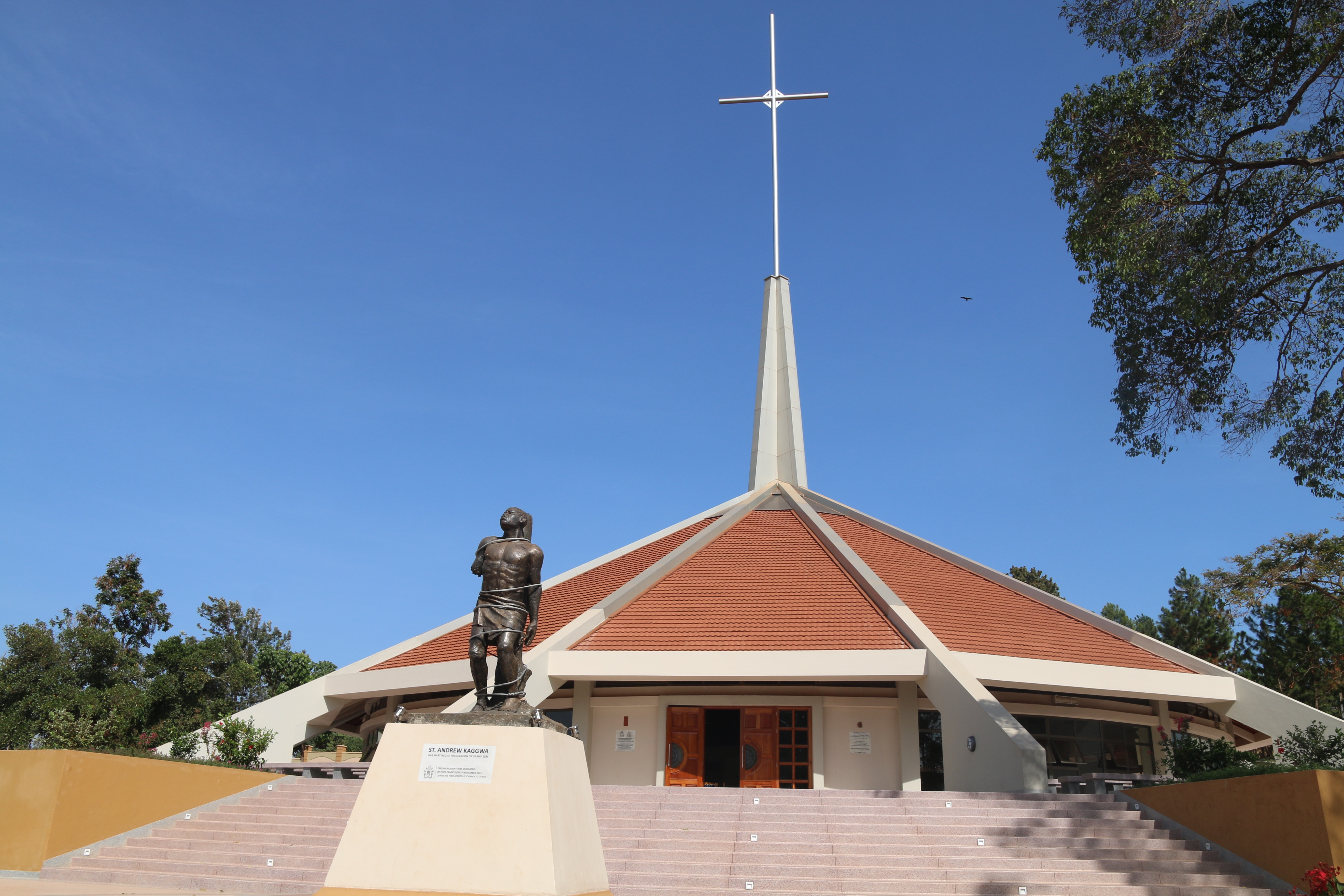
Basilika in Munyonyo

## Namen der Heiligen
- Josef Mkasa Balikuddembé († Nakivubo, 15. November 1885), vom Stamm der Kayozi, erstes Opfer der Christenverfolgung unter Mwanga II., geköpft im Alter von 25 Jahren;
- Andreas Kaggwa († Munyonyo, 26. Mai 1886)
- Pontian Ngondwe († Ttakajjunge, 26. Mai 1886), vom Stamm der Nnyonyi Nnyange
- Dionysius Ssebuggwawo († Munyonyo, 26. Mai 1886), vom Stamm der Musu
- Athanasius Bazzekuketta († Nakivubo, 27. Mai 1886), vom Stamm der Nkima[4]
- Gonzaga Gonza († Lubowa, 27. Mai 1886), vom Stamm der Mpologoma[5]
- Matthias Mulumba Kalemba († Kampala, 27. Mai 1886), vom Stamm der Lugave[6]
- Noe Mawaggali († Mityana, 31. Mai 1886), vom Stamm der Ngabi
- Karl Lwanga († Namugongo, 3. Juni 1886), vom Stamm der Ngabi

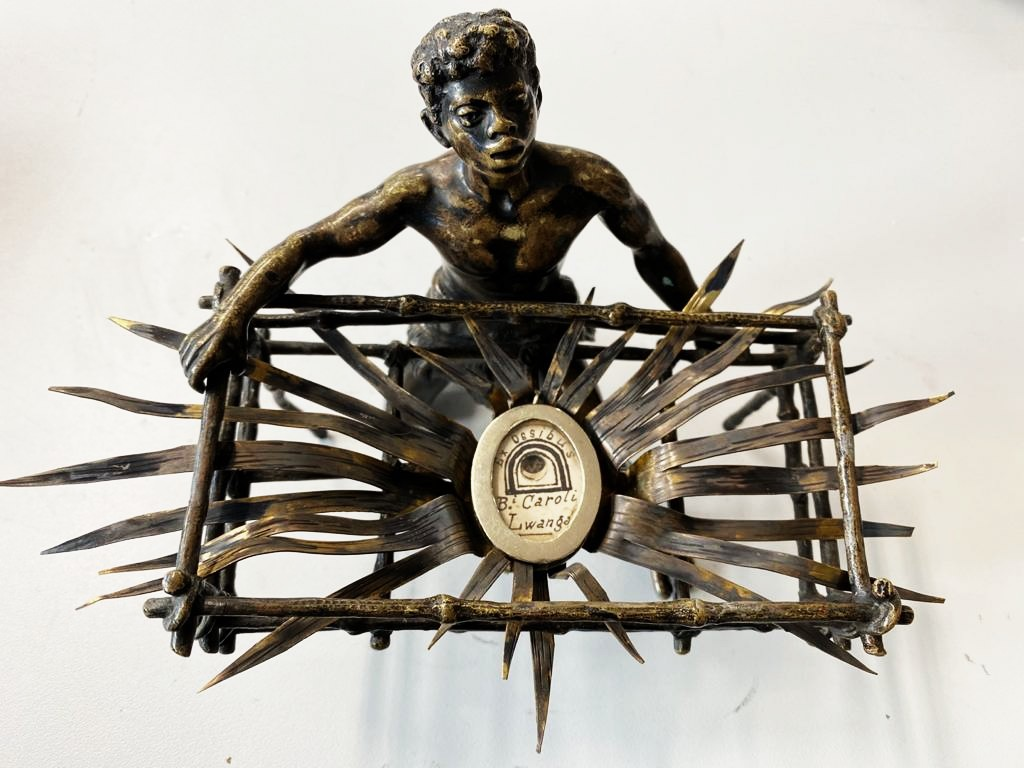
Privatreliquiar des hl. Karl Lwanga

- Achilles Kiwanuka († 3. Juni 1886), vom Stamm der Lugave
- Adolf Mukasa Ludigo († 3. Juni 1886), vom Stamm der BaToro
- Ambrosius Kibuuka († 3. Juni 1886), vom Stamm der Lugave
- Kizito († 3. Juni 1886), geb. 1872, vom Stamm der Mmamba
- Lukas Baanabakintu, vom Stamm der Mmamba
- Jakob Buuzabalyawo, vom Stamm der Ngeye
- Gyaviira, vom Stamm Mmamba
- Anatol Kiriggwajjo, geb. in Bunyoro
- Mukasa Kiriwawanvu, vom Stamm der Ndiga
- Mugagga Lubowa, vom Stamm der Ngo[7]
- Bruno Sserunkuuma, vom Stamm der Ndiga
- Mbaga Tuzinde, vom Stamm der Mmamba
- Johannes Maria Muzei genannt der Alte († Mengo, 27. Januar 1887)